# Großer Speikkofel
Großer Speikkofel är en bergstopp i Österrike. Den ligger i distriktet Feldkirchen och förbundslandet Kärnten, i den centrala delen av landet. Toppen på Großer Speikkofel är 2 270 meter över havet.
Toppen av Großer Speikkofel är täckt av gräs och i dalgångarna växer i huvudsak blandskog. Över toppen går en vandringsled som är tillgänglig under vintern med skidor.